# 4789 Sprattia
4789 Sprattia este un asteroid din centura principală, descoperit pe 20 octombrie 1987 de Tatum și David Balam.